# Аккар (район)
Аккар (араб. قضاء عكار) — один з 25 районів Лівану, входить до складу провінції Північний Ліван. Адміністративний центр — м. Хальба. На сході межує з районом Хермель, на півдні — з районом Мініє-Даніє, на південному заході — з районом Триполі, на півночі та північному сході проходить кордон з Сирією, на заході омивається водами Середземного моря.
Адміністративно поділяється на 90 муніципалітетів.
| Ліван | Це незавершена стаття з географії Лівану. Ви можете допомогти проєкту, виправивши або дописавши її. |